# Bearsden
Bearsden ist eine Ortschaft in der schottischen Council Area East Dunbartonshire.

## Geographie
Die Stadt grenzt direkt an die nördlichen Glasgower Stadtteile an, von denen sie teilweise durch den Forth-und-Clyde-Kanal abgetrennt ist. Im Norden geht Bearsden nahtlos in die Stadt Milngavie über. Der kleine Fluss Allander Water markiert die Grenze zwischen beiden Siedlungen. Im Südosten tangiert der Lauf des Kelvin die Stadtgrenze.

## Geschichte
Durch die heutige Stadt verläuft der Antoninuswall. Ein Römerkastell an dem Befestigungswall bildet die älteste bekannte Besiedlung des Stadtgebiets. Während von dem Kastell keine Überreste mehr vorhanden sind, sind die Fundamente eines römischen Badehauses aus der Mitte des 2. Jahrhunderts in Bearsden erhalten.

Entwicklung der Stadt Bearsden

Bearsden ist eine verhältnismäßig junge Siedlung. Noch in den 1880er Jahren bestand die Beschreibung der Stadt im Ordnance Gazetteer of Scotland lediglich aus der Information, dass es sich um einen Eisenbahnhalt an der Strecke zwischen Glasgow und Milngavie handele. 1881 waren dort 764 Einwohner gezählt. Zum Ende des 19. Jahrhunderts waren das römisch-katholische Notre Dame Roman Catholic Teaching College (heute als St. Andrew’s College in die Universität Glasgow eingegliedert) und das Krankenhaus Canniesburn Hospital ansässig.
Im 20. Jahrhundert entwickelte sich Bearsden rasch im Speckgürtel Glasgows. So lebten 1951 bereits 10.340 Personen im Stadtgebiet. Im Jahre 1958 wurden Bearsden die Rechte eines Burghs verliehen. Bis 2001 verdreifachte sich die Bevölkerung beinahe auf 27.967. 2011 lebten 27.237 Personen in Bearsden.

## Verkehr
Bearsden ist an mehreren überregionalen Straßen gelegen. Die A81 führt im Glasgower Stadtzentrum beginnend über Bearsden und Milngavie in die ländlichen Regionen Stirlings. Auch die A809 führt nach Nordwesten ins ländliche Stirling. Die A739 verbindet die Stadt mit den westlichen Glasgower Stadtteilen, während die A810 nach kurzer Strecke im Westen an der A82 endet.
Bereits im 19. Jahrhundert besaß Bearsden einen eigenen Bahnhof an der Glasgow and Milngavie railway, der maßgeblich an der Entwicklung der Stadt beteiligt war. Heute werden innerhalb des Stadtgebietes drei Haltepunkte betrieben, die von der Argyle Line sowie der North Clyde Line bedient werden. Hierzu zählen neben dem Bahnhof Bearsden die Haltepunkte in den Stadtteilen Westerton und Hillfoot.

## Sehenswürdigkeiten

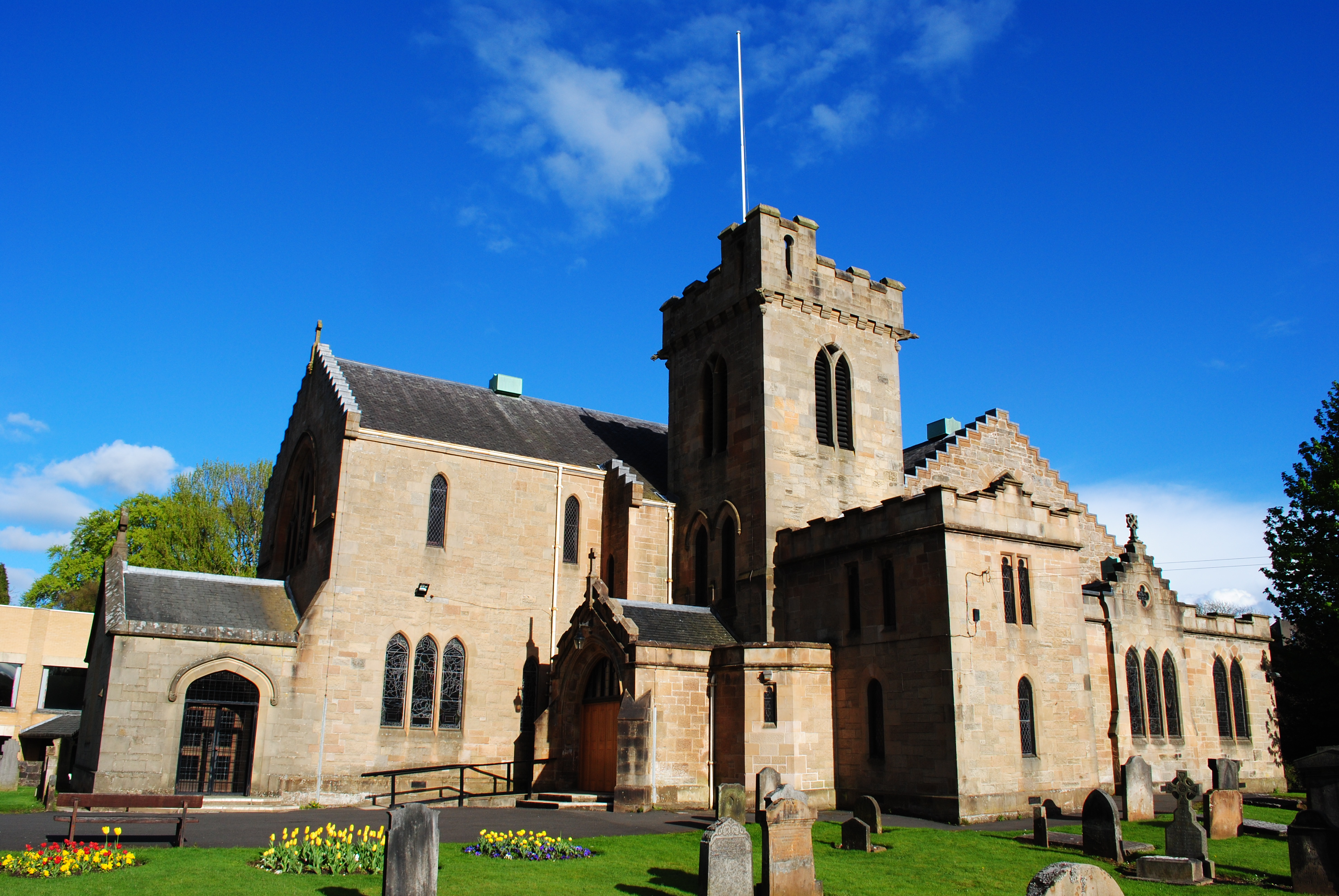
New Kilpatrick Parish Church

In Bearsden sind drei Bauwerke der höchsten schottischen Denkmalkategorie A zu finden. Die New Kilpatrick Parish Church wurde im Jahre 1808 erbaut und im Laufe der Jahre mehrfach erweitert. Insbesondere ihre künstlerisch gestalteten Bleiglasfenster begründen die hohe Signifikanz des Gebäudes. Die georgianische Villa Kilmardinny House stammt aus dem frühen 19. Jahrhundert, geht jedoch auf ein Herrenhaus des Clans Colquhoun aus dem 15. Jahrhundert zurück. Heute beherbergt das Gebäude ein Kulturzentrum. Im Osten Bearsdens ist die aus den 1920er Jahren stammende Villa Glenshira zu finden. Das einstöckige Gebäude weist Motive der Arts-and-Crafts-Bewegung auf und wurde von einem Fliesenimporteur errichtet.

## Persönlichkeiten
- Jessie Marion King (1875–1949), Designerin und Buchillustratorin
- Moultrie Kelsall (1901–1980), Fernsehproduzent und Schauspieler
- David J. Thouless (1934–2019), theoretischer Physiker und Gewinner des Wolf-Preises sowie Nobelpreisträger; hier geboren
- David Moyes (* 1963), schottischer Fußballtrainer und ehemaliger -spieler, wurde in Bearsden geboren